# The Madcap Laughs
Albums de Syd Barrett
Barrett
(1970)
The Madcap Laughs, sorti en 1970, est le premier album solo de Syd Barrett après que celui-ci a été exclu du groupe Pink Floyd en avril 1968.

## Genèse de l'album
À la fin 1967, début 1968, Barrett toujours au sein de Pink Floyd, commence à montrer un comportement instable et incohérent. On le voit notamment sur scène ne grattant qu'une seule corde pendant tout un concert ou ne jouant tout simplement pas. En août 1967, Pink Floyd est obligé d'annuler sa prestation au National Jazz & Blues Festival, expliquant à la presse que Barrett souffre d'un burnout. Le manager du groupe Peter Jenner et le bassiste Roger Waters prennent rendez-vous pour Barrett chez un psychiatre mais celui-ci ne s'y rend pas. L'état de Barrett continue d'empirer lors des premières dates du groupe aux États-Unis,. Lors d'un concert au The Fillmore à San Francisco, pendant le morceau Interstellar Overdrive, Barrett désaccorde peu à peu sa guitare; le public adore, le groupe est atterré. En octobre, Jenner envoie les maquettes de In the Beechwood, deux prises de Vegetable Man, et un autre morceau en cours de travail espérant que Syd Barrett les termine.
À la fin de l'année 1967, David Gilmour, un ami de Barrett, est invité par les autres membres du groupe à les joindre comme second guitariste. À ce moment, il ne s'agit pas de remplacer définitivement Barrett mais ponctuellement lorsque son attitude imprévisible l'empêche de jouer. Lors de nombreux concerts, Gilmour chante et joue pendant que Barrett erre sur scène. Roger Waters, Rick Wright et Nick Mason ne supportant plus les facéties de Barrett sur scène, décident le 26 janvier 1968 de se rendre à un concert à Southampton sans Barrett. Selon Gilmour, quelqu'un demande : "Passerons nous chercher Syd ?", quelqu'un d'autre répondit : "Non." 
Barrett ayant écrit dix des onze chansons de leur premier album The Piper at the Gates of Dawn et les trois singles inédits, il est convenu de le garder comme membre non actif lors des concerts du groupe (comme The Beach Boys avaient fait avec Brian Wilson) mais cet accord s’avéra vite impossible dans les faits,,. Le 6 avril, le groupe annonce que Syd Barrett ne faisait plus partie de Pink Floyd,. 
L'enregistrement de The Madcap Laughs commence en 1968 mais la plupart des séances d'enregistrement se déroulent d'avril à juillet 1969. Cinq producteurs différents sont crédités dont Barrett lui-même, Peter Jenner (pour les séances de 1968), Malcolm Jones (séances du début de 1969), et ses anciens compères de Pink Floyd David Gilmour et Roger Waters (séances de fin 1969). Trois membres de Soft Machine donnent aussi un coup de main, Mike Ratledge à l'orgue, Hugh Hopper à la basse et Robert Wyatt à la batterie. Ce dernier partagea aussi la batterie avec Jerry Shirley de Humble Pie et John Willie Wilson, selon les pièces et la disponibilité de chacun.
The Madcap Laughs, sort en janvier 1970 sur le label Harvest au Royaume-Uni, et sur Capitol Records aux États-Unis mais le succès n'est pas au rendez-vous. L'album se plaçant à la quarantième place du classement des meilleures ventes au Royaume-Uni et n'entrant même pas dans le classement américain.
L'album ressort en 1974, au sein de la compilation Syd Barrett (incluant The Madcap Laughs et Barrett). Il connait une réédition remastérisée en 1993 en même temps que les rééditions de Barrett (1970) et Opel (1988), tous trois inclus dans le coffret Crazy Diamond. Une dernière réédition a lieu en 2010.

## Titres
Toutes les chansons ont été écrites et composées par Syd Barrett, sauf Golden Hair (Barrett, Joyce). Entre parenthèses, les noms des producteurs de chaque titre.
| 1. | Terrapin (en) (Malcolm Jones) | 5:01 |
| 2. | No Good Trying (Jones)        | 3:21 |
| 3. | Love You (Jones)              | 2:24 |
| 4. | No Man's Land (Jones)         | 2:58 |
| 5. | Dark Globe (Gilmour, Waters)  | 2:02 |
| 6. | Here I Go (en) (Jones)        | 3:13 |

| 7.  | Octopus (Gilmour, Barrett)                  | 3:43 |
| 8.  | Golden Hair (Gilmour, Barrett)              | 2:00 |
| 9.  | Long Gone (Gilmour, Waters)                 | 2:46 |
| 10. | She Took a Long Cold Look (Gilmour, Waters) | 1:54 |
| 11. | Feel (Gilmour, Waters)                      | 2:36 |
| 12. | If It's In You (Gilmour, Waters)            | 1:57 |
| 13. | Late Night (Jones, Jenner)                  | 3:12 |

La réédition de l'album de 1993 contient six pistes bonus, qui sont en fait des prises alternatives de chansons de l'album :
| No  | Titre                     | Durée |
| --- | ------------------------- | ----- |
| 14. | Octopus                   | 3:09  |
| 15. | No Good Trying            | 6:22  |
| 16. | Love You                  | 2:28  |
| 17. | Love You                  | 2:11  |
| 18. | She Took a Long Cold Look | 2:44  |
| 19. | Golden Hair (Pete Jenner) | 2:28  |

## Fiche technique

### Musiciens
- Syd Barrett : guitare, chant
- David Gilmour : basse, guitare
- Hugh Hopper (de Soft Machine) : basse sur No Good Trying et Love You
- Mike Ratledge (de Soft Machine) : Orgue Hammond sur No Good Trying et Love You
- Robert Wyatt (de Soft Machine) : batterie sur No Good Trying et Love You
- Jerry Shirley : batterie
- Willie Wilson (en) : batterie
- Vic Saywell : cor

### Production
- Syd Barrett : producteur
- David Gilmour : producteur
- Roger Waters : producteur
- Peter Jenner : producteur
- Malcolm Jones : producteur
- Tony Clark : ingénieur du son
- Hipgnosis : photo de couverture

## Anecdotes
- La femme nue qui apparaît sur les photos de la pochette intérieure était la petite amie de Syd Barrett à l'époque et était uniquement connue sous le nom d'Iggy l'Esquimau.